# Scorpa
Scorpa és una empresa fabricant de motocicletes de trial fundada el 1993 per Marc Teissier i Joël Domergue prop d'Alès (Occitània). Actualment l'empresa té la seu a Sent Martin de Valgalga.

## Producció

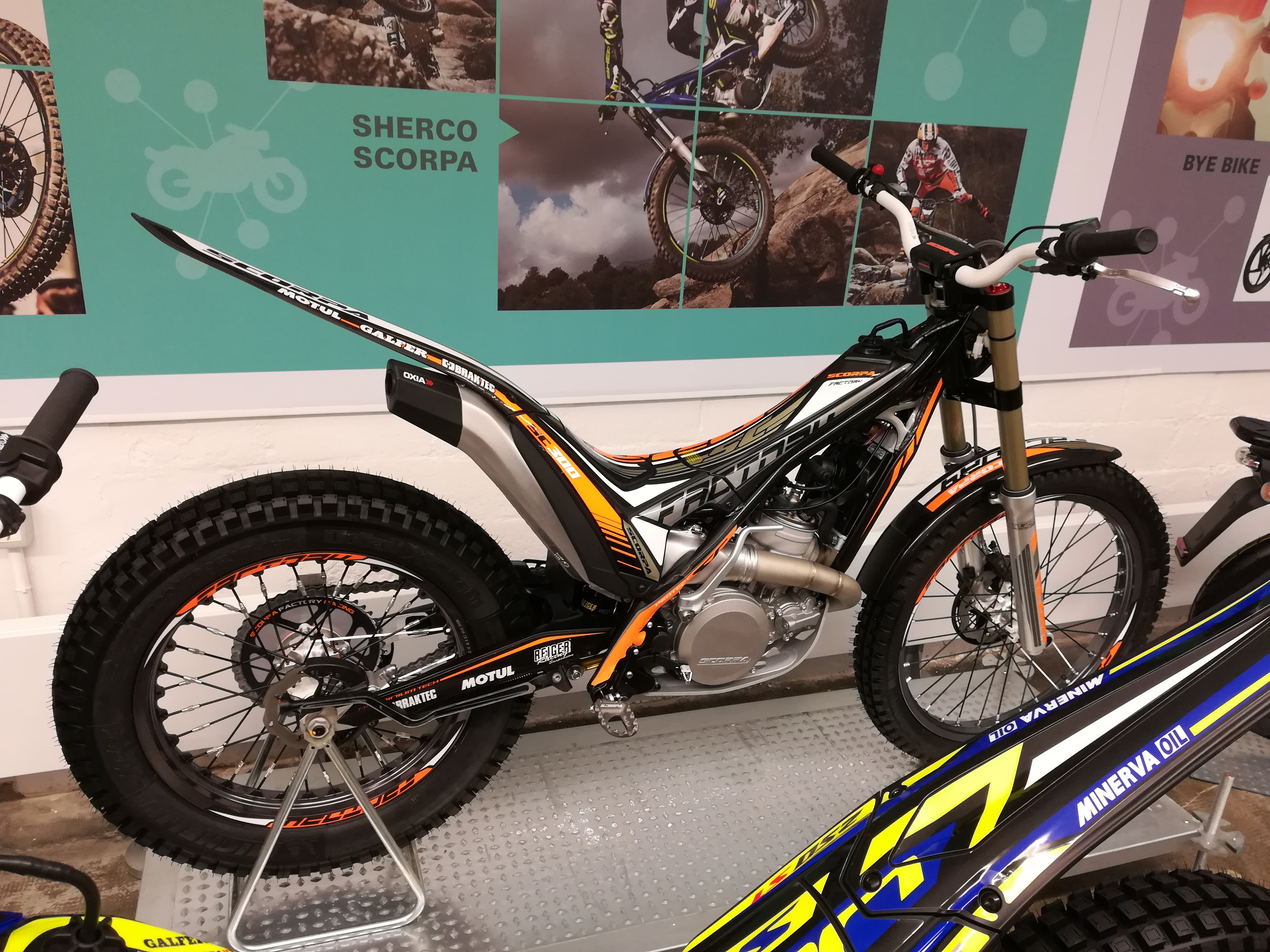
Una Scorpa SC 300 del 2017

El primer model que produí l'empresa el 1994 fou el Works 294, equipat amb motor monocilíndric Rotax de dos temps.
El 1998 Scorpa va signar un acord amb Yamaha per tal de poder muntar els seus motors en els models següents. El catàleg incloïa motos de trial des de 125 fins a 249 cc, en versions de dos i quatre temps. Scorpa també produïa models Long Ride, amb mecàniques similars a la sèrie SY de trial, però amb un dipòsit de combustible més gran i un seient més còmode per a permetre un ús més enfocat al trail, és a dir, excursions per muntanya.
Scorpa fabricà també models poc tradicionals com la 4-Tricks, una mena d'híbrid entre bicicleta de mountain bike i motocicleta equipada amb un motor de 70 cc, o la T-Ride 250F, un híbrid a mig camí entre el trial i l'enduro.
El 2005 va sortir al mercat la SY-250F amb motor de quatre temps, en el desenvolupament de la qual hi va col·laborar el Campió del Món Marc Colomer. De fet, Scorpa sempre ha comptat amb coneguts pilots per al desenvolupament dels seus models de trial, com ara el Campió d'Espanya Toni Gorgot o el seu distribuïdor al Regne Unit, Nigel Birkett.

## Competició
Scorpa ha obtingut diversos èxits en l'alta competició, com ara la victòria als Sis Dies d'Escòcia de Trial de 1998 amb Graham Jarvis, qui també acabà quart amb Scorpa al Campionat del Món de trial del mateix any.
El 2002 Fumitaka Nozaki va guanyar el Campionat del Món de trial júnior, i el 2003 Loris Gubian el Campionat d'Europa de trial juvenil.
El 2007 l'equip oficial es va renovar totalment, fitxant el català Marc Freixa i l'alemanya Iris Krämer, qui guanyà el Campionat del Món de trial femení aquell mateix any.

## Fallida i refundació
El 13 de juliol de 2009, Scorpa va anunciar al seu Web que havia fet fallida i entrava en període de liquidació. El setembre, però, es va anunciar que el seu fundador Marc Tessier havia comprat l'empresa, tot integrant-la en la seva altra empresa motociclista, Sherco. Els models de dos temps es fabriquen ara amb motors d'aquesta marca i els de quatre temps amb motors Yamaha.
La fabricació s'ha traslladat d'Alès al proper Nimes, i de cara a l'any 2010 s'ha previst produir una sèrie completa de models de trial, incloent la TY-S 125 quatre temps, la SY de 125 i 250 cc dos temps, i un model T-Ride.